# Robert Millikan
Robert Andrews Millikan (Morrison, 22 marzo 1868 – San Marino, California, 19 dicembre 1953) è stato un fisico statunitense.
Vinse il Premio Nobel per la fisica nel 1923 per i suoi lavori sulla determinazione della carica elettrica dell'elettrone e sull'effetto fotoelettrico.

## Biografia
Dopo essersi laureato con studi classici all'Oberlin College (Ohio) nel 1891 iniziò a interessarsi alle scienze e ottenne il dottorato in fisica alla Columbia University nel 1895.
Nel 1910 pubblicò i primi risultati del celeberrimo esperimento della goccia d'olio per misurare la carica dell'elettrone che, da allora, è divenuto uno dei classici della fisica (varianti di questo esperimento vengono a tutt'oggi utilizzate con fini didattici per gli studenti delle superiori e dell'università). La carica elettrica dell'elettrone è una delle costanti fondamentali della fisica moderna e una conoscenza accurata del suo valore è estremamente importante.
Successivamente Felix Ehrenhaft dichiarò di aver compiuto esperimenti simili ma di aver trovato evidenze sperimentali dell'esistenza di cariche elettriche inferiori a quelle dell'elettrone. Questo condusse Millikan a realizzare una nuova serie di esperimenti (i cui risultati vennero pubblicati nel 1913) che confermarono l'assenza di tali cariche frazionarie.
Il dibattito su questo punto continuò molto a lungo anche perché vennero riscontrate incongruenze fra il numero di misure riportate nelle pubblicazioni di Millikan (58) e il numero di quelle riportate nei suoi quaderni di laboratorio (175) dando l'impressione che egli avesse artificialmente scartato i risultati sfavorevoli alla sua ipotesi. Un'analisi dettagliata dei dati e la ripetizione dell'esperimento da parte di molti gruppi indipendenti portarono infine alla conclusione che i risultati di Millikan erano accurati e che non c'era stato alcun tipo di frode.

## Opere

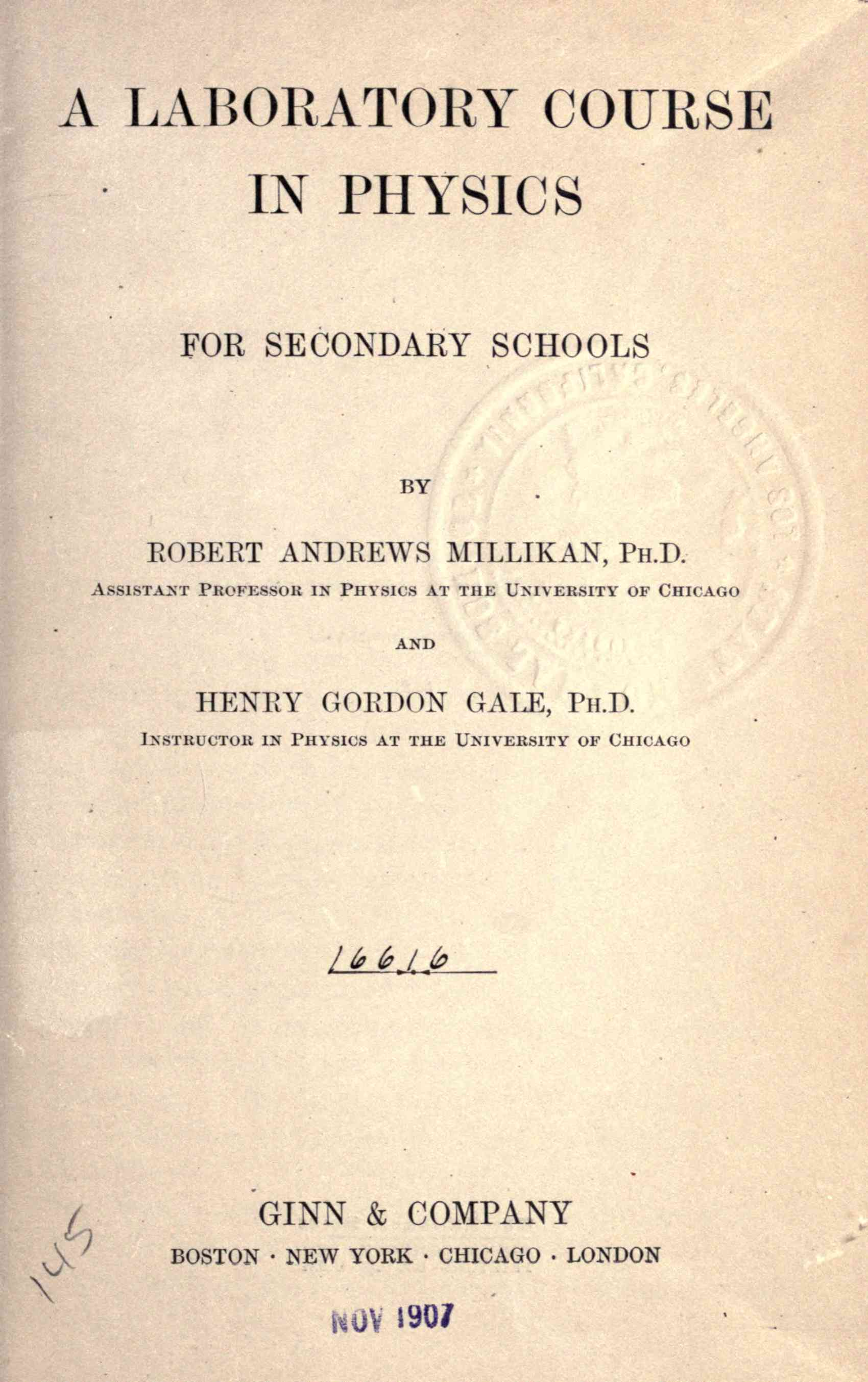
Laboratory course in physics for secondary schools, 1906

- (EN) Laboratory course in physics for secondary schools, Boston, Ginn, 1906.
- (EN) Practical physics, Boston, Ginn, 1922.